# Tratado de Madrid (1630)
O Tratado de Madrid de 1630 foi um acordo de paz pelo qual Espanha e Inglaterra pôr fim ao  guerra que os dois países teve desde 1624. O tratado incluiu o restabelecimento das relações comerciais entre os dois países.

## O tratado

### Delegações
Após conversas preliminares desde 1629, que foram intermediado pelo Carlos Manuel I de Saboia e os escritórios de Carlos Coloma na embaixada espanhola em Londres, o tratado definitivo foi assinado em 15 de novembro de 1630 em Madrid, na presença de Gaspar de Guzman,  Inigo Velez de Guevara e Pedro de Zuniga em nome de Filipe IV de Espanha, e Francis Cottington enviado por Charles I da Inglaterra.

### Acordos
Os principais pontos acordados no Tratado foram: 
- A cessação das hostilidades; esquecer as mágoas e ofensas; revogação da  patentes da Córsega concedido durante a guerra.
- Negação de ajuda e comércio com os inimigos da parte contrária; nenhum dos signatários iria formar alianças em detrimento da outra parte.
- Relações comerciais Restaurando sob os termos acordados no  Tratado de Londres de 1604.
- Os navios espanhóis passariam a ter entrada gratuita para os portos ingleses, e, inversamente, os ingleses podiam entrar nos portos espanhóis.
- Os naturais de cada um dos signatários do outro país recebiam o mesmo tratamento que os nativos.
- Inglaterra iria interromper as suas relações comerciais com as Províncias Unidas dos Países Baixos.
- Produtos da Inglaterra, Escócia e Irlanda passariam a ter entrada gratuita na Espanha, mediante ao pagamento de taxas aplicáveis; Eles recebem o mesmo tratamento que as mercadorias espanholas nas ilhas britânicas. Os bens adquiridos por ingleses em Espanha e destinados a países terceiros teria um custo adicional de 30%.
- Os cidadãos britânicos não seria incomodado pela Inquisição espanhola por motivos de religião.
- A remoção do direito de aubana.
- Em caso de guerra entre eles, os cidadãos residentes em território estrangeiro teria seis meses para deixar o país, tendo suas propriedades.
- Libertação  os prisioneiros feitos por ambos os lados durante o curso da guerra, após o pagamento dos custos incorridos na sua manutenção; a cozinhas seriam isentas deste pagamento.
- Intermediação de Inglaterra, antes de uma trégua hipotética com as Províncias Unidas.
- As condições comerciais acordadas com a Espanha seria igualmente aplicável nos Países Baixos Espanhóis. Sob as condições do tratado cairiam aliados de ambos os países.